# نواف العصيمي
نواف العصيمي العتيبي (مواليد 29 مايو 2001) هو لاعب كرة قدم سعودي يلعب حاليًا في نادي الزلفي ومثل سابقاً منتخب السعودية للشباب.

## مسيرة اللاعب
بدأ اللاعب في ناشئي نادي الشعلة و انتقل ليمثل نادي النصر في المراحل السنية في عام 2015 ووقع أول عقد إحترافي مع النادي مطلع عام 2020.

### برنامج الابتعاث الخارجي
انضم لبرنامج الابتعاث السعودي لكرة القدم 2019 مع مجموعة من اللاعبين للابتعاث الخارجي لإكتساب الخبرات والمشاركة أمام فرق من مختلف الدرجات في إسبانيا وغيرها من الدول الأوروبية.

### عودته من الابتعاث
عاد من الابتعاث للمشاركة مع نادي النصر مطلع عام 2020 و أعير إلى نادي الأخدود والنادي العربي ولعب بعدها في نادي العين ونادي الزلفي.